# Johannisfriedhof (Hildesheim)

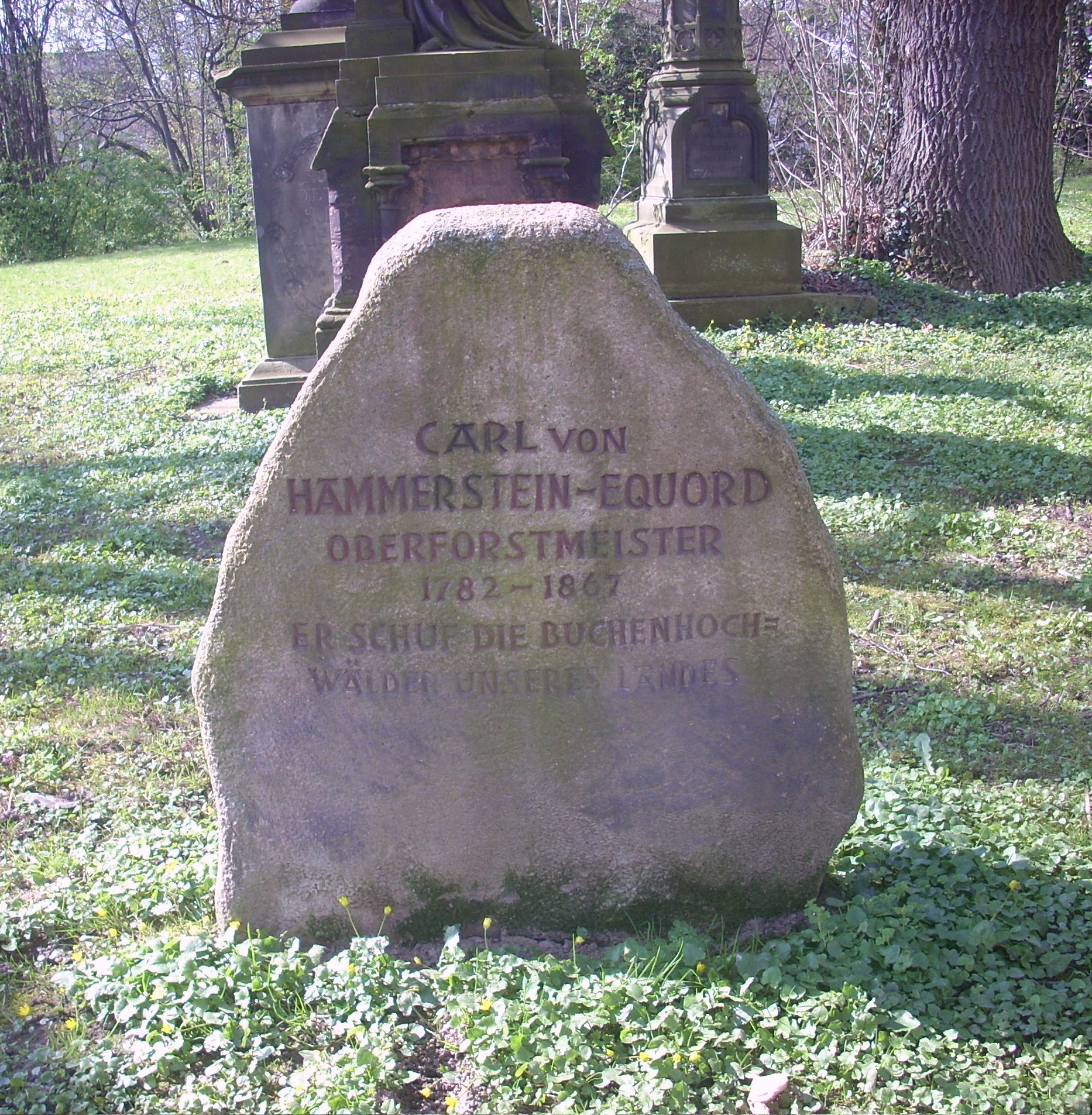
Gedenkstein für Carl von Hammerstein-Equord

Der Johannisfriedhof ist ein aufgelassener Friedhof in Hildesheim.

## Geschichte
Als erster Friedhof, der von der Stadtverwaltung gezielt am Stadtrand eingerichtet wurde, wurde der neue Friedhof vor dem Dammtor auf dem vor Hochwasser sicheren Gelände der ehemaligen Schanze angelegt und 1812 eingeweiht. Zur Weihe wurde ein auf 1737 datiertes Kreuz von ehemaligen Karthäuserkirchhof errichtet, das im Zweiten Weltkrieg zerstört wurde.
Der Friedhof wurde von der Stadt zu drei Fünfteln der Martinigemeinde und zu zwei Fünfteln der Domgemeinde zur Verfügung gestellt. Die erste Beisetzung fand am 27. März 1813 statt. Den Namen „Johannisfriedhof“ erhielt der Begräbnisplatz erst 1816 auf Anregung des Pastors Bartels. Er erinnert an die auf der anderen Seite der Dammstraße gelegene, im Schmalkaldischen Krieg 1547 zerstörte Johanniskirche.
Die zunehmende Belegung führte 1834 zur Einrichtung des Marienfriedhofs als weiteren städtischen Friedhof. Der Johannisfriedhof wurde am 1. April 1884 für Neubelegungen geschlossen. Familienangehörige konnten in bereits reservierten Grabstellen bis 1930 beigesetzt werden. Nach der endgültigen Schließung 1930 wurde die Umwandlung in eine städtische Grünanlage beschlossen. Bei dem Luftangriff am 22. März 1945 wurde der Johannisfriedhof von drei Sprengbomben getroffen, dabei wurden zahlreiche Gräber zerstört. Bei der grundlegenden Umgestaltung 1952 wurden weitere Gräber eingeebnet. Eine größere Zahl von historischen Grabdenkmälern ist aber auch heute noch erhalten.

## Beigesetzte Personen
- Franz Anton Blum (1767–1823), Konsistorialdirektor
- Carl von Hammerstein-Equord (1782–1867), Oberforstmeister (Grabdenkmal 1952 zerstört, Gedenkstein auf dem Friedhof)
- Franz Heinrich Hansen, Fabrikant (klassizistisches Grabmal, 1868 von Friedrich Küsthardt geschaffen[1], erhalten)
- Eduard Michelsen (1838–1894), Direktor der Landwirtschaftsschule